# Nevestele vesele din Windsor
Nevestele vesele din Windsor (engleză The Merry Wives of Windsor) este o piesă de teatru scrisă în 1597 de William Shakespeare.
În centrul acțiunii este Sir John Falstaff un soldat bețiv și bătăuș. Pentru a pune mâna pe banii unor femei, fiind convins de farmecul său asupra sexului frumos, Falstaff va cere în căsătorie mai multe femei, în același timp. Femeile se distrează pe socoteala soldatului bețiv, care odată demascat, va fi atras de aceleași femei într-o „ambuscadă.” În cele din urmă, ghinionistul John Falstaff, trebuie să fugă.

## Sursă de inspirație
Piesa a servit ca sursă a libretului operei în trei acte Nevestele vesele din Windsor, compusă de compozitorul german Otto Nicolai.
Aceeași piesă a constituit, parțial, sursa libretului pentru opera Falstaff, compusă de Giuseppe Verdi.

## Personaje
- Sir John Falstaff
- Domnul Ford
- Doamna Quickly - servitoarea Dr. Caius
- Domnul Page
- Doamna Page  - o doamnă din Windsor
- Doamna Ford - o doamnă din Windsor
- Simple - servitorul lui Slender
- Fenton
- Bardolph - adept al lui Falstaff
- Shallow
- Slender
- John
- Dr. Caius
- Evans
- Hangiul
- Pistol - adept al lui Falstaff
- Nym - adept al lui Falstaff
- Robin - pajul lui Falstaff
- Anne Page
- Rugby
- Povestitorul

## Teatru radiofonic
- 1956 - Traducere și adaptare de Vlaicu Bârna. Regia artistică: Titi Acs. În distribuție: Alexandru Giugaru, Marcel Anghelescu, Ion Manu, Costache Antoniu, Mihai Berechet, Silvia Fulda, Tanți Cocea, Elvira Godeanu. Regia de studio: Ion Vova. Regia muzicală: George Popescu. Regia tehnică: Ion Mihăilescu.[1]